# 新婚さんいらっしゃい!
『新婚さんいらっしゃい!』（しんこんさんいらっしゃい）は、1971年（昭和46年）1月31日から朝日放送テレビ（ABCテレビ）の制作により、ABCテレビとテレビ朝日系列ほかで、毎週日曜12:55 - 13:25（JST）に放送されている視聴者参加型トーク番組である。通称および新聞番組表での表記タイトルは『新婚さん』。当初はカラー映像・モノラル音声だったが、2004年10月3日放送分から映像は地上デジタルテレビではハイビジョン放送に、音声はデジタル・アナログ両放送共ステレオ放送となり、2013年4月7日からはステレオの第2音声で解説放送を開始している。

## 概要
ABCテレビ制作の全国ネット番組としては唯一、朝日放送（ABC・当時）がTBS系列だった時（腸捻転解消前）から放送されているレギュラー番組となっている。
2015年7月2日、｢同一司会者（6代目桂文枝）によるトーク番組の最長放送｣としてギネス世界記録に認定された。文枝は2022年3月27日放送分をもって勇退し、文枝の出演記録は51年2か月で終了した。
2024年現在、放送53年を数える。

## 出演者
| 期間           | 期間          | 司会                         | 司会                 | 司会                                                                   |
| 期間           | 期間          | 男性                         | 女性                 | 新婚さんサポーター                                                     |
| -------------- | ------------- | ---------------------------- | -------------------- | ---------------------------------------------------------------------- |
| 1971年1月31日  | 1971年5月     | 月亭可朝 桂三枝              | 江美早苗             | 不在                                                                   |
| 1971年6月      | 1971年7月11日 | 桂三枝                       | 江美早苗             | 不在                                                                   |
| 1971年7月18日  | 1978年2月26日 | 桂三枝                       | 梓みちよ             | 不在                                                                   |
| 1978年3月5日   | 1981年11月8月 | 桂三枝                       | ジョーン・シェパード | 不在                                                                   |
| 1981年11月15日 | 1992年5月17日 | 桂三枝                       | 片平なぎさ           | 不在                                                                   |
| 1992年5月24日  | 1996年3月31日 | 桂三枝                       | 岡本夏生             | 不在                                                                   |
| 1996年4月7日   | 1997年6月29日 | 桂三枝                       | 渡辺美奈代           | 不在                                                                   |
| 1997年7月6日   | 2012年7月15日 | 桂三枝                       | 山瀬まみ             | 不在                                                                   |
| 2012年7月22日  | 2022年3月27日 | 6代目桂文枝 （三枝より改名） | 山瀬まみ             | 不在                                                                   |
| 2022年4月3日   | 現在          | 藤井隆                       | 井上咲楽             | 伊藤俊介（オズワルド） 田渕章裕（インディアンス） ゆりやんレトリィバァ |

### 備考
- 文枝は、襲名前の三枝時代と合わせ第1回から2022年3月27日放送分まで司会を務め、通算連続51年を達成。これは日本のテレビにおけるバラエティ番組史上の最長の司会記録となっている[注釈 5]。
- 当初は可朝がメインで三枝（文枝）は江美と共にサブのポジションとして起用したが、可朝が参議院選挙に出馬することで開始から4か月で降板せざるを得なくなり、そこでプロデューサーの澤田隆治は、代替のメインを探していたところ、三枝をメインに格上げする方針を固めたとしている[15][出典無効]。
- 三枝の司会は当初は3か月だけの予定で、起用の動機は番組開始当初のプロデューサーであった澤田から｢君のギャグの『いらっしゃい』を使わせてくれ｣と声をかけられたことによる[16]。
- シェパードはペアマッチで、コーナー紹介や新婚が指名するボード番号のコール等、英語を多用していた。
- 片平が女性司会だった時代、三枝（当時）が多忙時に番組を欠席した事もあり、その際には関口宏、明石家さんま、伊東四朗が代理司会を務めた。
- 渡辺は女性司会就任直前に結婚、1997年6月をもって出産のため、急遽卒業する事となった。
- 山瀬は2008年1月に片平の記録10年半を塗り替え、2017年7月9日放送分で満20年に到達し、女性司会在任最長記録を更新した。なお、2017年9月21日に他のレギュラー番組の収録で両足を骨折。入院を要するほどの重症だったことから、9月28日に秋田市内で実施した公開収録（10月15・22日放送分）では、ヒロド歩美（当時ABCアナウンサー）が代役司会を務めた[17]。ただし、ヒロドは放送上収録地の紹介VTR（本編とは別に文枝とのロケで収録）と「LOVEキャッチ」のみの登場で、文枝が本編を単独で進行し、椅子コケ発生時は新婚夫婦の夫が文枝の椅子を戻した[18]。なお、山瀬は10月24日にABCホールで実施された公開収録（11月12・19日放送分）から復帰。歩行までにおよそ1か月を要する状態でこの収録に臨んだため、オープニングでは「諸事情につき」との断りを入れてから、座ったままで文枝を出迎えた[19]。また、番組自体の出演は25年弱だったが、文枝とは関西テレビ『三枝の愛ラブ!爆笑クリニック』でも2年間共演しており、実質的に文枝とは両番組で27年弱共演することになった[注釈 6]。
- 三枝は2012年7月16日に「六代 桂文枝」を襲名することに伴い、2012年7月22日放送分以降「桂文枝」として出演している。三枝名義での最後の回（2012年7月15日放送）と文枝名義での最初の回は韓国・ロッテワールドで収録を行った。
- 番組の前説を文枝の若手の弟子が担当していた[20]。
- 2022年4月3日放送分から新司会者就任に伴い、マンネリ化打破の観点から内容をリニューアル。藤井と井上はメインMCとサブMCではなく、ともにMCとなっている。なお、不定期で新婚夫婦が抱いている悩み事の解決を手助けする｢新婚さんサポーター｣が登場した時期がある。また、出場した新婚カップル2組がエンディングで登場しない形になり、当初はLOVEキャッチに代わる後半コーナーとして｢#ラブラブさんいらっしゃい!｣が登場したが、程なくして自然消滅し、トークコーナーの終了後に出場カップルに旅行券等の賞品が進呈される旨のVTRがエンディングで流される形となった。さらに、｢人生いろいろ、愛もいろいろ。｣という番組スローガンが追加されたり、1回一組に絞って取材VTRを流しながら番組を進める回も出てきている。

## 番組内容
結婚（再婚も含む）してから6か月以上3年以内の夫婦を自薦あるいは他薦の形で募集し、1971年1月31日から2022年6月26日までの51年5か月間毎回2組の夫妻を別々に取り上げ、出会いのきっかけから結婚生活までのエピソードなどを語る。
後半は、番組開始当初から2008年5月25日放送分まではハワイ旅行や豪華賞品のプレゼントをかけた「ペアマッチ」という神経衰弱ゲームだったが、2008年6月1日放送分から2022年3月放送分までは夫婦のリボンの色で商品が決まる「LOVEキャッチ」に変更された（それぞれのゲーム詳細は後述）。
番組のタイトルロゴは、2022年4月の司会交代を機に「婚」の右下の「日」の部分にハートが追加されるマイナーチェンジが施された程度で、ほかは番組開始当初から変更されていない。
トークでは、敬語は使わず大阪弁、もしくは地方出身の場合は方言でのやりとりをしている。最近のトークバラエティ番組で多用されている字幕スーパーを放送開始以来一貫して用いていない。また、司会者は舞台下手、ゲストは上手に座る。
2組目の新婚夫妻が1組目よりも良心的な話（あるいはその逆）をすると、1組目の新婚夫妻もしくは夫妻のどちらかを呼ぶことがある。
年内最終放送にはスペシャル版が放送されることがあり、その年の総集編や特に印象的だった（トークが盛り上がった）夫婦10組程度を招き、その後の新婚生活や家族についてVTRなどを交えながらトークを行う。過去には、年によって様々な特別企画が行われていた。
過去に一度、番組出演夫婦のその後を追うロードムービー的なスペシャル番組が作られたことがある。出演後に離婚した夫婦を取り上げ、通常の「新婚さんいらっしゃい」の“陽”の部分とは逆のダークな展開を見せるドキュメンタリー番組だった。
2012年8月26日には、総集編を除くレギュラー放送では初の1時間スペシャルが放送された。
不定期に、海外での公開録画も行われている。
- 2010年5月16・23日放送分は放送40周年を記念して、ハワイ州にて公開録画。
- 2012年7月15・22日放送分は大韓民国・ソウル特別市にて公開録画。なお、この2回の間に三枝が6代目文枝を襲名したことに伴い、前者は三枝名義で最後の出演、後者は文枝名義で最初の出演となった。
- 2013年7月14・21日放送分はフランス・パリにて公開収録。
- 2014年5月11・18日はベトナム・ホーチミン市にて公開録画。ベトナムでは、朝日放送（当時）の番組ライセンス販売により、2013年8月から現地版の『新婚さんいらっしゃい！』が制作ならびに放送されており（後述）、日本版の司会者と現地版の司会者との共演が実現した。
- 2015年7月5・7月12日はカナダ・バンクーバーにて公開録画。

出場した新婚夫婦には出場記念（参加賞）として、スポンサーからの商品とほかに腕時計と賞金5万円、そして2008年6月1日放送分より、参加賞として「YES/NO枕」が贈呈されていた。予選会参加者にも、番組特製グッズが贈呈されるが、藤井・井上司会となった2022年4月以降は、予選会合格→出場となれば、JTB旅行券が贈呈されている。
2008年6月1日放送分より、朝日放送（当時）が福島区の旧阪大病院跡地の再開発施設「ほたるまち」の一角に建てられた新社屋に移転したことに従い、収録場所が3代目ABCホール（通称「キュキュホール」）に変更となった。さらに、2018年4月1日放送分以降は原則朝日放送テレビAスタジオでの収録に変更されている。
稀に国際結婚、極稀に熟年の新婚夫婦、日本在住の外国人の新婚夫婦、きょうだい婚、同性婚が出場することもある。
また、53年続く長寿番組のため、親子二代で『新婚さん』に出演している参加者も多い。
出演する新婚夫妻は原則一般人だが、稀にテレビなどのメディアで活躍する著名人の新婚夫妻が出演することがあるほか、2015年以降は文枝が所属する吉本興業が主導する｢あなたの街に住みますプロジェクト｣の「吉本住みます芸人」夫妻がご当地での公開録画の際に出演するケースもある。
2020年6月7日 - 8月2日は新型コロナウイルスの蔓延に伴い通常の公開収録が中止になり、文枝・山瀬・著名人夫妻がそれぞれの別の場所からトークを行うリモート出演の形が採られていた他、著名人の夫ないし妻のみが出演する企画も行われ、後者に関しては以下の例がある。
- ｢ヨメだけのぶっちゃけトークSP｣と称して妻である安藤なつ[注釈 20]（お笑いコンビ「メイプル超合金」）と菊地亜美（タレント）のみ。
- ｢“旬”なダンナがひょっこり登場SP｣と称して夫であるおばたのお兄さんとひょっこりはん（いずれもお笑い芸人）のみ。
- ｢ミキが兄弟で暴露話し 兄の新婚生活丸裸SP｣と称して夫である昴生（お笑いコンビ「ミキ」）が弟且つ相方である亜生と共に出演。
- ｢芸能人おうちで丸裸SP｣と称して夫である賀集利樹（俳優）と登坂淳一（フリーアナウンサー）のみ。

## 番組進行
文枝司会時代は、文枝と女性司会者が「新婚さん、いらっしゃ〜い!」と言ってから夫婦が登場していたが、藤井・井上司会となってからは、藤井・井上が「新婚さん」と言って、スタジオや出張収録先の観客が藤井・井上とともに「いらっしゃ〜い!」と言う形に変更されている。
2024年1月放送分からは司会の自己紹介が省略されて、オープニングキャッチの後、「それでは最初の新婚さんをお呼びしましょう。」で始まったり、一部で話していることのテロップが出るようになるなど、現代のテレビ番組の進行方法が取り入れられている。
まずは夫婦の出身・年齢・夫の職業を確認し、妻に2人の馴れ初めを聞く。そして、必ず最近はどのような経緯で結ばれたか文枝→藤井が詳しく問い詰める。但し、結ばれる過程が重要であって下ネタの話になるとそこで打ち切られ、新婚生活の不満や相手に対しての希望を話してもらう。
その際、不満がでると文枝→藤井が必ずこの機会に改善してくれるように頼んだり、相手に謝らせたり、和解させようとする。この設定はたいていどの夫婦にも適用される事になる。
性的な話をさせる場合はたいてい片方にだけ話をさせて番組を盛り上げるが、その際タイミングを見計らって文枝→藤井は椅子から倒れたり（｢椅子コケ｣。後述）、驚いたりするパフォーマンスを取る。ただ番組自体が下品にならないように、結ばれるという表現をし、深い話にならないうちにすぐに打ち切る司会をする。
その際山瀬→井上は「すごい」「お、やった」など、感嘆詞を使い夫婦の行動の評価には触れない。

## 主な名物リアクション
トークバラエティーであるが、文枝→藤井のリアクションも番組の一つの名物であり、コメディの要素も含まれている。
新婚夫婦登場時
- 新婚夫婦を招き入れる時、首を傾げ、右手を差し出しながら「新婚さん、いらっしゃ〜い」と呼び掛ける。三枝時代の当たりギャグにもなっただけでなく、この台詞とポーズはものまね芸人に真似されている。
- 新婚夫婦のどちらかが警察官や消防士、自衛隊員などの場合、登場時および退場時に一礼ではなく敬礼をすることがあり、その際には文枝→藤井も敬礼して応えている。

椅子コケ
新婚夫婦とのトークの最中に夫婦の奇妙な発言や行動に対して、文枝→藤井が仰天して椅子から転げ落ちるという番組の名物リアクション。そのまま椅子も転がっていき、山瀬→井上が苦笑いしながら椅子を元の位置に戻すまでがワンセットとなっている。新型コロナウイルスによる影響で番組収録環境が変化した2020年以降は、リモート収録をしていた頃から椅子戻しの役目は番組スタッフが行っていたが、司会を交代した2022年4月以降は井上がマスクを装着した上で椅子を戻す形に変更されている。
※以下の発言は文枝と当番組の美術スタッフである佐々文章による。
- 文枝とアシスタントが座っている椅子は、番組が放送開始した1971年から使用している。佐々は幾度となく更新を検討しているが、椅子コケが転倒しやすい「欠陥商品」の椅子を必要とする事態を招いたことで更新も事実上不可能になり、長きに亘ってフレームの補修や生地の張り替え等のメンテナンスを定期的に実施している状況が続いていたが、最終的にはリニューアルに合わせて藤井・井上の椅子が更新されることとなった。
- わざと椅子コケさせようとする出場者がいる時は、文枝がコケてあげていると言われる。
- 椅子の入れ替えはしておらず、文枝の椅子は文枝の椅子、アシスタントの椅子はアシスタントの椅子、夫の椅子は夫の椅子、妻の椅子は妻の椅子、と固定されている。したがって、文枝の椅子だけ「約40年間転がり続けるという酷な生涯を送っていることになる」。
- 転倒のしやすさは、すべて椅子の形状（底のパーツがFRPで軽量かつ硬質、なおかつ底の断面が曲面）に起因するもので、椅子自体には何ら椅子コケのための加工はしていない。
- 椅子コケが定着したきっかけは、佐々は三枝が転倒したのと同時に椅子が転がったのが発端と認識しており、誰も「狙っていた」訳ではなかった。一方、文枝は「椅子からコケることをツッコミの代わりにした」という。
- 地方収録時は、すべての椅子も含めてセット一式を持ち出すが、海外収録時は航空運賃の兼ね合いもあり、文枝の椅子だけを日本から空輸し、山瀬と夫婦の椅子はそれと類似する椅子を現地の業者に調達してもらっている。
- 椅子コケは性質上常に負傷と隣り合わせであり、「簡単にコケているようで、なかなかの高等テクニックが必要」 であり、その結果文枝が椅子コケで負傷したことは一度もない。
- 椅子コケのリアクションはフジテレビ『平成初恋談義』に文枝がゲスト出演した時にも披露している。
- また、資生堂「UNO」のCMでは、文枝と共に出演したオリエンタルラジオの藤森慎吾と麒麟の田村裕も同じ形の椅子を使用して挑戦した。
- 日本テレビ系『笑点』の大喜利に文枝がゲスト出演した際にも、本番組のように座布団から転げ落ちるというリアクションを見せていた。
- 2021年3月28日は、特別編として、「イスコケ徹底解剖SP」を放送した。
- この椅子については当初、文枝が自身の勇退に伴い処遇を後任に一任する意向を見せており（後述）、安定している（椅子コケ不可能の）椅子に更新される可能性があった。
- 藤井・井上の椅子はリニューアルに合わせて新規製作されたものであり、佐々が度々思案していた椅子の更新もようやく実現した。またスタッフによると「以前よりちょっとコケやすい構造」とのことで、椅子コケ自体は新規製作の椅子によって藤井・井上に受け継がれる事となり、更には藤井・井上が同時に椅子コケをする、番組史上初の「W椅子コケ」まで発生した（両者曰く「（藤井）気付いたらコケていた」「（井上）この椅子は自然とコケる」）。しかし、藤井・井上の椅子が文枝の椅子より「ちょっとコケやすい」ということは、この新規製作の椅子はその前提である安定性がむしろ文枝の椅子から悪化していることを意味する。なお、出場者夫婦側の椅子もこの時に更新されたが、こちらは夫婦2人が並んで座るソファータイプの椅子になった為、リニューアル前はごく稀に見受けられた出場者側が椅子コケするといった事例は見られなくなった。

椅子コケ以外のリアクション
- 靴や上着を、夫婦や後ろのセットを目掛けて投げつける。椅子コケとワンセットで行われる「合わせ技」も存在する。
- セットの飾りを外して投げつける、あるいは破壊する。
- セットの飾りやテーブルに飾られた花などをトークの小道具にする。
- 新婚夫婦が文枝の手に負えなくなってしまった時に、客席に向かって直立不動で「誰か（司会を）替わって下さい」と言う。

山瀬による真似
- 文枝同様に椅子コケをする、文枝と共に直立不動で客席に向かって「私も（アシスタントを）替わって下さい」と言う、など。
- 椅子コケをした文枝のパートナーは山瀬が初のようで、文枝に「アンタがはじめてや」と言わせたこともある。ただし、降板までW椅子コケはしなかった。

## 収録場所

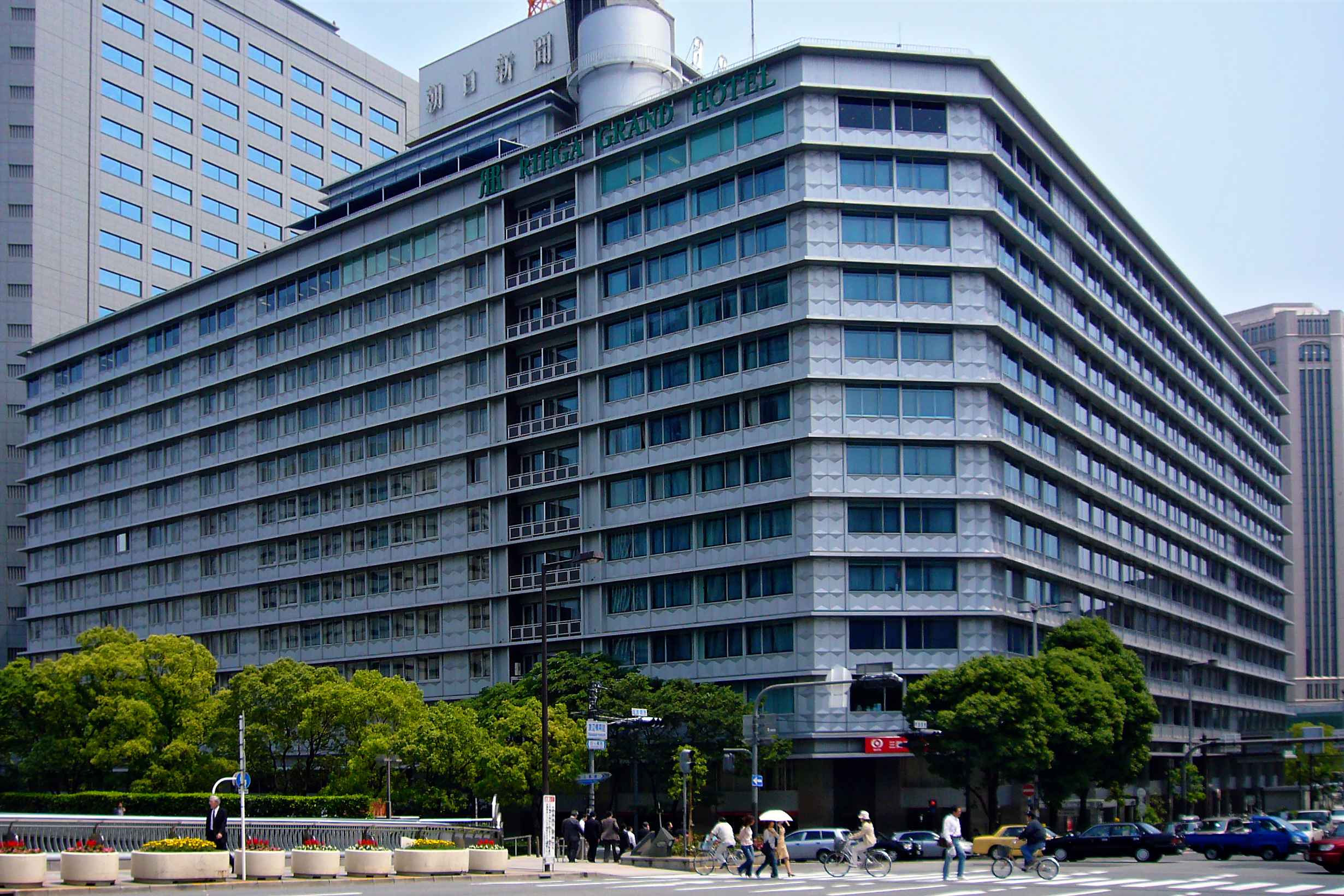
新朝日ビル（2008年5月25日放送分まで収録が行われたリサイタルホールや2007年12月頃まで記念品の宿泊券が贈られていたリーガグランドホテルがある）

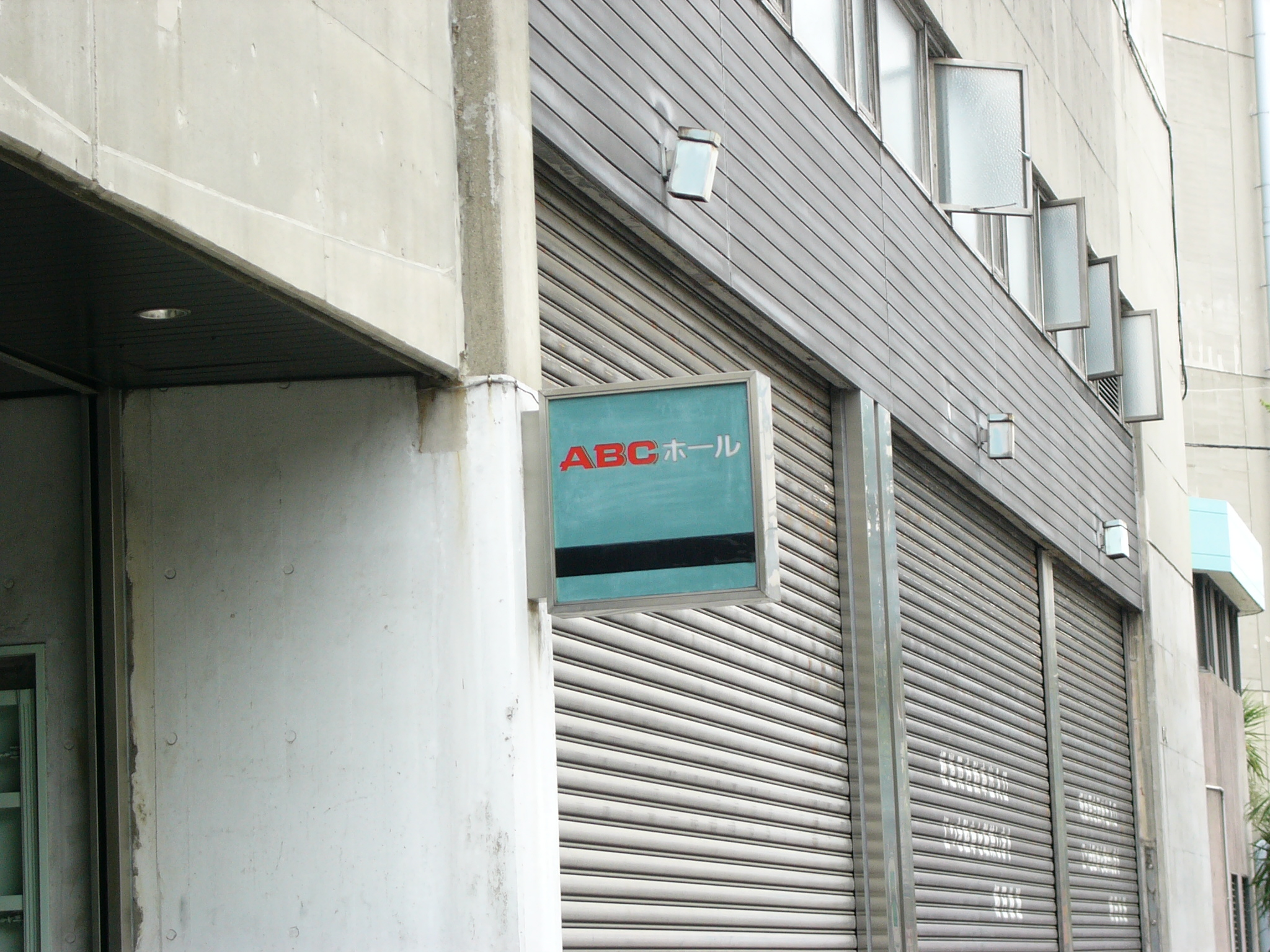
2代目ABCホール（2008年5月まで収録が行われていた）

### 会場
リサイタルホール
2008年5月25日放送分まで使用された、フェスティバルホール地下の小ホール。2009年の新朝日ビルの建て替えに伴い、閉鎖された。ちなみにリサイタルホールは初代ABCホールであり、新朝日ビルももとは朝日放送の本社が入っていた。
2代目ABCホール
リサイタルホールが他の行事の関係で確保できない時に使用された。HD化後は機材が対応していないため、対応中継車をサブ代わりに使用していた。新社屋移転のために閉鎖された。
3代目ABCホール（通称：キュキュホール）
2008年6月1日放送分から2018年3月25日放送分まで使用されていた。
朝日放送テレビAスタジオ
2018年4月1日放送分から使用されている。
ABC会館ホール
数年に1度東京での収録で使用された。港区芝公園の旧朝日放送東京支社内にあったが、2005年に閉鎖された。地方収録は各地の多目的ホールを使用することが多い。

### 観覧など
収録日は原則月曜日の午後から1時間半程度。リサイタルホールでの収録時代は無料で観覧できたが、後に観覧希望者は事前にインターネット、または携帯サイトで申し込む方式に変更された（地方収録の観覧の場合は開催地の地元放送局宛への葉書による申し込みとなる。東京収録は当初より葉書での申し込みだった）。
当日は午前中にリハーサル→午後から収録になることから、出場者は前日に収録先の地区にあるホテルに宿泊するというルールが定められている（大阪収録の場合、1999年3月まではABCグループのホテルプラザ、2008年3月まではリーガグランドホテル）が、後に個人情報保護法等の法令遵守の観点からか、宿泊先の発表は行われなくなった。

## 歴史
1971年1月31日に放送開始（カラー放送）。司会は当初、月亭可朝・桂三枝・江美早苗の3人体制だったが、可朝が1971年の参議院選挙出馬をする兼ね合いから、放送開始から約4か月後の5月をもって降板。それ以降は三枝→文枝がメインMC、女性タレントがサブMCの2人体制で続けてきたが、藤井・井上体制になってからは、2人ともMC扱い。番組開始時、当時の朝日放送で放送していた同じく視聴者参加の夫婦対談番組『夫婦善哉』のスポンサー・小野薬品工業が｢内容が同じ｣とクレームを出していたエピソードがあった。しかし、『新婚さん』のスタッフは、｢夫婦善哉｣（人生経験豊富な夫婦がほとんどのため、人生話が多かった）とは異なる内容にアレンジ（新婚さんらしく、人生だけではなく、いわゆる｢のろけ話｣も加えてよりおもしろくさせる）したと言われる。
提供スポンサーは『好き! すき!! 魔女先生』（1972年3月26日終了）からの移行でナカバヤシとヤマキが1972年4月3日より提供に参加。ナカバヤシは41年間、ヤマキは42年間提供を務めていた。
2000年代に入ってからは『パネルクイズ アタック25』→『あなたの代わりに見てきます!リア突WEST.』を休止しての1時間特番を多く放送しているが、藤井・井上体制になってからは2023年5月28日放送分が初めてになる。
2023年6月4日、男性同士のカップルが出演する。これまで約5千組を紹介してきた中で、同性カップルが日本のスタジオに登場するのは初めてで、2013年7月のフランス公開収録での同性カップル登場を含めると2回目のこととなる。

### 視聴率
企画された1971年1月時点で、日曜日の12時台は視聴率が低く｢魔の時間帯｣と呼ばれていたことから、初代プロデューサーの三上泰生は自著｢6chは上方文化や｣において、「この番組は半ばあきらめムードでスタートした」と述べているほか、文枝（三枝）も後述の勇退に伴う記者会見の際に、3月までの1クールのみのつなぎ番組の予定で番組を開始したことを明らかにしている。

ABCはこの当時、JNN協定の絡みで放送時間の変更ができなかった正午スタートの『ABCニュースJNN』と『ロッテ歌のアルバム』にはさまれた12:15 - 12:45を担当していた。当初の視聴率はNET系列が所在しない、または所在していても他系列をメインとするクロスネットの地域のJNN加盟局の方が良く、制作局の朝日放送やTBSでは低かったが、1975年3月31日の東阪ネット交換を境に視聴率が上昇、人気長寿番組となっている。
三上は自著の中で「この番組は得をした」と述べている。関東地区の最高視聴率は1980年に放送された回の23%台で、関西地区の最高視聴率は1978年に記録した32.6%。

### ネット状況
番組開始当初はTBS系列にて、12:15開始・12:45終了で放送された。1975年4月6日、毎日放送と朝日放送の東京キー局ネットチェンジ（いわゆる｢腸捻転｣解消）によってNETテレビ系列に移行し、放送時間も従来の12:15開始・12:45終了より30分ずらして12:45開始・13:15終了へ変更された。それ以降は視聴率が上昇し、朝日放送 → 朝日放送テレビにおける代表番組の一つとなった。1994年10月2日からテレビ朝日系列は日曜日の正午からの番組枠（ローカル枠）を12:55まで拡大したため、さらに10分ずらして12:55開始・13:25終了に変更された。現在もなお放送されており、2021年1月で放送50周年を迎えている。なお、桂文枝は第1回の放送から2022年3月27日放送分までの51年間にわたって司会を担当しており、これは60年以上の日本のテレビ番組史上でも最長の司会記録を誇る。
2004年10月3日放送分よりハイビジョン放送を行っている（地方での制作は当面の間SD収録を継続していたが、現在は地方での公開収録についてもハイビジョン収録になっている。2011年時点で最後のSD収録は2007年8月5・12日放送分のロサンゼルスでの公開収録）。同時に音声モードも、長年のモノラル制作（モノステレオ放送）からステレオ制作（フルステレオ放送）に変更された。2004年10月22日に司会の「三枝=さんし」にちなむ34周年を記念して、特別雑誌『新婚さんいらっしゃい！雑誌になってもいらっしゃい』が、2007年には「桂三枝のあぁ夫婦」と題された番組を題材にしたエッセー集も全国発売された。2010年7月4日よりアナログ放送ではレターボックス放送となった。2011年7月17日をもってアナログ放送は一部の地域を除き40年半の歴史に幕を下ろした。
冒頭先述の通り2013年4月7日より、同時ネットで放送される局は解説放送（ステレオ2）が行われている。
かつては47全都道府県で放送されていたが、2021年9月に腸捻転解消前からネットしていたテレビ山梨（UTY・TBS系列）の打ち切りを皮切りに、2022年3月にテレビ山梨と同じく腸捻転解消前からネットしていた山陰放送（BSS・TBS系列）と福井放送（FBC·日本テレビ系列）がネットを打ち切るなど、遅れネット局において途中打ち切りにする局が相次ぎ、2024年3月に富山テレビ（BBT・フジテレビ系列）がネットを打ち切った事で本番組の遅れネット局は消滅。2024年4月以降はANNフルネット24局と高知放送（RKC・日本テレビ系列）、宮崎放送（mrt・TBS系列）における同時ネット放送のみとなっている。

### 番組休止の事例
- 夏の甲子園・決勝[注釈 34]
- 全日本大学駅伝[注釈 35]
- 福岡国際マラソン（九州朝日放送制作）[注釈 35]
- 全日本大学女子駅伝（2004年までの大阪開催時）
- M-1グランプリ直前スペシャル
- あなたの代わりに見てきます!リア突WEST.スペシャル
- 華丸丼と大吉麺スペシャル
- 年末年始

また、報道特別番組を編成したことによる休止は以下の通り。
- 1989年1月8日：昭和天皇崩御
- 2010年2月28日：チリ地震による大津波・津波警報の発令
- 2011年3月13日：東日本大震災
- 2012年3月11日：東日本大震災1周年

上記以外の特別番組による休止は以下の通り。
- 2014年8月3日：よゐこの無人島0円生活奇跡の衝撃名場面ベスト10（｢1日丸ごと夏祭りデー｣内）
- 2021年1月10日：パネルクイズ アタック25 45周年記念!芸能人1時間スペシャル（12:55 - 13:55）
- 2021年7月25日：東京オリンピック中継（8:30 - 23:00）
- 2021年8月8日：東京オリンピック中継（11:15 - 13:55）
- 2021年9月5日：東京パラリンピック・ハイライト（12:55 - 13:55）
- 2021年9月26日：パネルクイズ アタック25 最終回1時間スペシャル 史上最強のチャンピオン決定戦（12:55 - 13:55）[注釈 36]
- 2024年3月17日：MLBソウルシリーズ2024エキシビションゲーム ドジャース×韓国キウム・ヒーローズ（テレビ朝日制作、11:40 - 13:55）

### 放送時間の変遷
| 期間          | 期間          | 放送時間（日本時間）       |
| ------------- | ------------- | -------------------------- |
| 1971年1月31日 | 1975年3月30日 | 日曜 12:15 - 12:45（30分） |
| 1975年4月6日  | 1994年9月25日 | 日曜 12:45 - 13:15（30分） |
| 1994年10月2日 | 現在          | 日曜 12:55 - 13:25（30分） |

### 文枝の勇退
2022年1月7日、51年間にわたって司会を務めてきた6代目桂文枝が3月27日の放送分をもって勇退することが発表された。文枝は1月7日に朝日放送テレビ本社で開いた記者会見で2021年に78歳になったことなどもあって｢若いカップルの話を聞くのは無理があるなと、潮時やなと思った｣と説明し、番組開始当初のプロデューサーだった澤田隆治が前年死去したことや、名物の「椅子コケ」が体を気遣って以前より控えめになったこともその理由に挙げ、会見中には｢50年（にわたり）私を使っていただきまして心から感謝…。ありがたいの一言です｣と涙を浮かべた。文枝は前述の椅子について、後任が不要と判断した場合は｢（自分が）引き取って（前年に死去した）母親の仏前に供えたい｣と話しており、後任の藤井・井上には文枝の椅子とは別の新規製作（椅子コケがしやすくなり安定性は悪化）された椅子が使われる形で椅子コケが受け継がれることとなった。

## 番組後半のコーナー

### ペアマッチ
2組の新婚夫婦のトークが終わると、ペアマッチというゲームが行われた（片平なぎさがアシスタントの頃、就任最初の約1年程「パネルマッチ」という別のゲームに変更されていたが、1982年10月頃より視聴者の要望で復活）。
放送開始から月亭可朝が降板するまでは、ギターを持った可朝がパネルセットの前に立って「あ〜畳と嫁はんは新しい方がええやおまへんか〜」と歌い出して「ペアーマッチ、いらっは！！」や「ペアーマッチ、こういう意味です。はっ」とオチをつけながら去り、その直後アシスタントの江美早苗が「ワンペア、ツーペア」、三枝が「フルハウス！」と言いながらパネルセットの前に現れ二人同時に「ペアーマッチ！！」と言った後にゲームが行われるというオープニングであった。
1 - 16の数字が書かれた4×4のパネルボードに賞品が隠されており、神経衰弱形式で賞品の獲得を競った。そろうとチャイム音と赤または緑のランプが点灯する（従来はファンファーレだった）。ボードのセットは2代にわたって続いた。
先攻・後攻はくじ引きで決め、先端にハートがついた棒が2本入った筒が用意され、夫婦2組がそれぞれ棒を筒から引いて決めていた。赤いハートが先攻、透明のハートが後攻となった。筒は三枝が用意し、くじ引きが終わると筒をセットの裏へ放り投げた（かつては、トランプによって先攻・後攻を決めていた。大きな数のカードを引いた方が後攻となった）。
賞品にはノートパソコン、DVDレコーダー等の高価な賞品もあれば、イエス・ノー枕（後述）やたわしといった賞品まであった。バブル期の景品は非常に豪華であり、運が良ければ、出演記念商品と海外旅行、家電など100万円以上の景品を得る事が出来た。バブル崩壊後はスポンサーが減少して景品提供が少なくなり、テレビ局側の都合もあって出演記念商品も景品も減少、さらに安値や現金となった。
パネルがすべて開くか2巡（新郎・新婦1回ずつのチャンス）した時点でゲームは終了し、パネルがすべて開いていない場合は同時にすべてのパネルが開かれる。ゲーム終了後、下にある地球儀形のボックスを三枝が開け、中に入っている写真と同じ賞品を獲得していた夫婦は、ルックJTB（かつてはアロハセブン→ABCトラベル→ジャルパックが提供）によるハワイ旅行獲得となった。獲得すると後ろのボードが回転してハワイの写真になった（この際獲得した賞品のボードの赤または緑のランプが点滅する）。過去にオーストラリア（このときの海外旅行は日本だった）など海外での公開収録実施時は電動式のボードが寸法と重量の関係と航空貨物の積載で莫大な費用が掛かる事情から、現地で作ったボードですべて司会者の手作業で行われたほか、地球儀が開かなかったというハプニングがあった（かつては、招待券（目録）が下に隠れている賞品を獲得した夫婦が海外旅行（香港旅行）を獲得することになっていた）。なお、1978年頃までは海外旅行はなかった。
地球儀の中に入っていた賞品はノートパソコン等の高価な賞品だった回は滅多に無く、ほとんどの回がたわしで当たる確率が高かった。過去には耳かき、金槌、バケツ型の小型洗濯機などで、たわし登場前はイエス・ノー枕がハワイの定番賞品だった。
大抵の回で最低1つは賞品を獲得できたが、年に数回程度は新婚夫妻が全部のパネルを開けたり（2組で完全棲み分けまたは1組で総なめ状態になること。パネルが残り2枚になった時点で自動的にもう1つの賞品も獲得となった。このとき最後の2枚は、三枝が｢○番と○番を開けてください｣とパネル操作担当のスタッフにパネルを同時にあける指示を出した）、逆に2組とも1個も賞品が獲得出来ないという事があった。中には1巡目で全部を開けたり、2巡目先攻で全部開けたこともある（すなわち2巡目後攻へ行かずに終了）。賞品の配置は規則性がある場合が多く、完全なアトランダムに配置されているわけではないので、推定によりわずかながら確率を上げることは可能。2回しかチャンスがないため、賞品をより多く獲得するには後攻の方が圧倒的に有利だった。
ペアマッチ終了後には、出場した夫婦に贈られる番組スポンサー各社からの記念品の紹介がされていたが、2007年時点では番組の冒頭の1組目新婚さん登場前に紹介されている。
2007年4月放送分よりハワイ獲得失敗のBGMがこれまでの番組開始時以来36年間使われてきた、間の抜けたBGMから非常にシンプルな新しいBGMに変わった。ハワイ獲得時のBGMは音程が若干変わっている以外は番組開始時以来ほぼ同じである。ハワイ獲得時のBGMの最後部分は元々は同局の『ヒラメキ大作戦』で使われていたもので、同番組終了後『わいわいサタデー』でも使われていた。なお、2022年2月までの「LOVEキャッチ」でもハワイ旅行獲得時にこのBGMが使われている。当初は賞金獲得時もハワイ旅行獲得時と同じものを使用していたが、新たに別のBGMが使われている（迫力のあるもの）。ハワイ獲得失敗のBGMは従来のものに比べシンプルなものになっているが、こちらも2022年2月までの「LOVEキャッチ」でもハワイ旅行・賞金とも獲得失敗（たわし獲得時）の場合に流れている。
ハワイ獲得の場合は、画面の右下にくす玉（金色）が割れて紙吹雪と「ハワイおめでとう！」と書かれた横字の垂れ幕が出るCG映像が、ハワイ獲得失敗の場合はくす玉（銀色）そのものが落下してこなごなに壊れてしまうCG映像と「ざんねん…」の文字が出ていた。1997年7月放送分 - 2007年3月放送分までは、ハワイ獲得成功の場合「おめでとうハワイ旅行」と表示され、ハワイ獲得失敗の場合ハワイの背景が地割れしたような形のイラストのみが表示された。
なお、三枝・シェパード時代のロサンゼルスでの公開収録（1981年放送）ではパネルではなく、陳列された実物の賞品の裏に隠された旅行行きのカードを探すというものであった。
2008年5月25日放送分をもって長らく続いた｢ペアマッチ｣は終了（理由は後項の「視聴者プレゼント」にて）。6月1日放送分からは夫婦がそれぞれ取ったハート型の風船の色で賞品を決定する「LOVEキャッチ」に変更。組み合わせ時の賞品は次項の通りとなっている。
2024年9月29日放送分で、約16年ぶりに「ペアマッチ」が1度きりの復活をし、進行役に桂文枝が出演した。

### LOVEキャッチ
2008年6月1日から「ペアマッチ」に代わって登場したゲーム。2022年2月27日まで放送された。エアー抽選機の中で飛んでいるリボン（当初はハート型の風船）を夫婦が掴み、その色の箱を開けるとどの賞品が獲得できるかが分かる。初回だった6月1日放送分でいきなり2組ともハワイ旅行を獲得したため、6月8日放送分からはリボンの種類を増やした上で、夫妻のどちらかが取ったリボンによって獲得賞品が決定するルールに変更した（ただし掴めるのは1組につき1つ。大抵は色が組別々になるが、稀に2組とも同じ色となるケースもある。）。
2019年6月2日以降は編集と放送時間の都合上、同ゲームパートがカットされ、結果のみナレーションで放送するのみになった。
｢たこ焼き1年分｣は、地方収録の際は以下のようにその地方の名産品に変更されることがある（例：秋田 きりたんぽ、宮城 ずんだもち、広島 カープかつ、沖縄 ちんすこう等）。
地方収録の場合はエアー抽選機がないため、ジャンケンをして勝った方が先に箱を選び、負けた方は残りの箱の中から一つ選ぶルールになっていた。
2023年9月17日放送分の1時間特番で、約1年半ぶりに復活することになった。
2008年6月1日
- 夫婦とも赤：ハワイ旅行
  - BGMは以前のペアマッチのハワイ旅行獲得時と同じ。画面上は右下に「おめでとうハワイ旅行」と表示
- 夫婦とも青：賞金30万円
- 夫婦とも黄色：たこ焼き1年分
- 色違い：たわし1個かハワイ旅行と30万円など

 2008年6月8日 - 9月28日
リボンの色
- 5種類（青・緑・黄・桃・赤）

賞品の種類
- ハワイ旅行、30万円、20万円、10万円、たわし

 2008年10月5日 - 2009年2月15日
賞品の種類が変更となり、たこやき1年分と42型液晶テレビが追加。
賞品の種類
- ハワイ旅行、30万円、42型液晶テレビ、たこ焼き1年分、たわし

 2009年2月22日 - 2012年1月8日
経費の削減により、緑のリボン並びに42型液晶テレビが除外された。
賞品の種類
- ハワイ旅行、30万円、たこ焼き1年分、たわし

 2012年1月15日 - 2018年3月25日
海外旅行の行き先がハワイからヨーロッパに変更。更に、賞金も30万円から10万円に減額となった。
賞品の種類
- ヨーロッパ旅行（ローマ・パリ7日間、2012年3月25日放送分まではルックJTB、4月1日放送分以降はエイチ・アイ・エス）、10万円、たこ焼き1年分、たわし

 2018年4月1日 - 2020年8月9日
海外旅行の行き先がヨーロッパからハワイに6年ぶりに戻る。
賞品の種類
- ハワイ旅行、10万円、たこ焼き1年分、たわし

 2020年8月16日 - 2021年3月14日
海外旅行に代わり、50万円相当のオーダーメイドエタニティダイヤモンドリングに変更。
賞品の種類
- ダイヤモンドリング、10万円、たこ焼き1年分、たわし

 2021年3月21日 - 2022年3月13日
ダイヤモンドリングに代わり、旅行券30万円分に変更。
賞品の種類
- 旅行券30万円分、10万円、たこ焼き1年分、たわし

2023年9月17日
賞品の種類
- ハワイ旅行、Amazonギフト券1万円分、新婚さんいらっ米30Kg、たわし

### #ラブラブさんいらっしゃい!
- 2022年4月3日より登場した新コーナー。TikTokにてコーナー名と同じ名前のハッシュタグ機能で募集をかけた動画から未婚既婚年齢層を問わず、ラブラブなショートムービーを紹介していたが、6月以降は紹介されないまま短命に終わった。

2022年5月1日放送分のみTikTokにてコーナー名を紹介する｢オリジナルさんいらっしゃい!｣となっていた。

### 自宅潜入！新婚さん定点観測
- 2022年7月24日より登場した新コーナー。新婚夫婦の自宅に定点カメラが潜入し、カメラ越しから夫婦の様子を探る企画。

### 新婚さんアフターストーリー
- 2022年7月31日より登場した新コーナー。過去に出場した新婚夫婦のその後の動向に密着をする企画。

### 井上咲楽理想の結婚像
- 2022年9月11日より登場した新コーナー。井上が理想の結婚を想像する企画。

### 新婚飯いらっしゃい!
- 2023年4月9日より登場した新コーナー。井上が愛の新婚飯を大調査する企画。

## イエス・ノー枕
青とピンクのペア枕で、それぞれに「YES」と「NO」の文字及び番組ロゴがプリントされている。番組内で触れられることはないが、夜の意思表示において、「OK」の日には「YES」の文字面を上にし「NG」の日には「NO」の文字を上にして使用するとされている。
一時期登場していなかったが、番組30周年記念にデザインを新たにした上に、テンピュールの素材を用いて再登場した。
2008年5月までは「ペアマッチ」の賞品としてラインナップされていた。現在は出場記念のプレゼントで用いられている。

## 視聴者プレゼント
2002年9月まで、｢ペアマッチ｣で高額賞品が残っている場合は、その残っている商品のうち1つを1名と、番組特製クッション（イエス・ノー枕ではない）を100人分を基本とし、たわしなどの安い賞品しか残っていない場合や、それらも含めてすべての賞品が出てしまった場合は番組特製クッションを100人分のみを、毎週視聴者プレゼントとして提供していた。
その後、10月からは記念品の紹介の後に山瀬が、三枝の回転したルーレットに向かってダーツを投げ、今週の視聴者への豪華プレゼントを1つ決めていた（ダーツで決められる視聴者プレゼントは、ハワイ旅行やテレビ（テレビは、一時期｢ラブソファー｣になったこともあった）、DVDレコーダー（当初はサイン入りの電気たこ焼き器）、ノートパソコン、サイン入りかなづち、サイン入りやかんなどがあり、特別な場合以外は、100人のクッションのプレゼントは休止されていた）。
2006年4月からは、毎月100人に、番組特製のクッション（三枝がデザインしたオリジナル）のプレゼントだけになったが、2007年4月からは視聴者プレゼント自体を取り止めている。
取り止めた理由は、2008年にABCの新社屋移転（阪大病院跡地に2008年移転）により、その建設費や現社屋からの引越し準備とその費用や局舎の放送機能の切り替え工事で莫大な費用を使用することや、現社屋や大阪タワーそしてホテルプラザの解体費用に莫大な費用を使用すること、これらの資金を確保することを目的として、余計な経費を削減するためと言われている。また、高価な賞品（テレビ、DVDレコーダー、ノートパソコン等）が頻繁に獲得したカップルもいたことや視聴者プレゼントもされていたこともあり、応募総数がかなりの倍率になっていた事や商品を調達する賞品の費用が高騰したためと言われている。なお、一時期、応募期間限定で三枝が執筆した本が30人に当たる視聴者プレゼントが行われていた。ペアマッチがLOVEキャッチに変わったのもそれが遠因となっている。
視聴者プレゼントはハガキによる応募で行われていたものの、2005年4月から6月まではテレゴングによる視聴者プレゼントが実施されていた（時差ネット局では応募不可だった）。7月にはハガキでの募集に戻っている（テレゴングは東西NTTの加入電話回線からしかかけられないため、応募自体ができない場合がある）。
こうして5年間にわたって行われてこなかった視聴者プレゼントは、2012年4月1日放送分よりLOVEキャッチでヨーロッパ旅行が入っていた箱の色を答えて番組ホームページから締切日までにエントリー、協力旅行会社であるエイチ・アイ・エスの旅行券を抽選でプレゼントする企画で復活した。CM前に過去5週間のヨーロッパ旅行が入った箱の色が発表される。通常はハートマークで表記されるが、2012年7月15・22日の韓国での公開収録では扇子のマークで表記された。

## 主題歌
※下記とは別にテーマミュージックが存在し、前クレ、後クレ、本編エンディングで流されている(クレジット時は遅れネット局では放送しない場合もあった）。テーマ曲はほぼ番組開始当初から変わっていないが、以前のバージョンは女性コーラス入りで開始当初から使用されていた。山瀬がアシスタントに就任した1997年7月6日放送分からポップ調にアレンジされたバージョンとなり、2022年12月25日放送分まで使用されていたが、2023年1月8日放送分から新テーマミュージックに変更された。
歴代テーマソング
- ｢愛はルフラン｣（訳詞：安井かずみ/作曲：Harvel Frank-Raymond Jeannot/編曲：田辺信一/唄：梓みちよ）
- ｢小さなメモリー｣（作詞：橋本淳/作曲：平尾昌晃/編曲：高田弘/唄：ジョーン・シェパード）
- ｢二人のシンフォニー｣（作詞：来生えつこ/作曲：来生たかお/編曲：矢島賢/唄：片平なぎさ）（ - 1984年9月30日）
- ｢幸せにキッスしたら｣（作詞：荒木とよひさ/作曲：いけたけし/編曲：若草恵/唄：桂三枝、片平なぎさ）（1984年10月7日 - ）
- ｢好きだから｣（作詞：魚住勉/作曲・編曲：馬飼野康二/唄：桂三枝、岡本夏生）
- ｢いろいろあったけど｣（作詞：秋元康/作曲：羽田一郎/編曲：樫原伸彦/唄：渡辺美奈代）
- ｢Heart Candle｣（作詞：松井五郎/作曲・編曲：後藤次利/唄：ポンヌフ（桂三枝と山瀬まみのユニット））
- ｢笑顔でね〜結婚の歌〜｣（作詞・作曲：つんく♂/編曲：上田ケンジ/唄：桂三枝、山瀬まみ）

1985年夏頃まで、オープニングでテーマソングが生で歌われ、その際、ネット局が字幕で紹介されていた（1990年以降は、三枝が椅子から転けたり、思わず椅子を蹴っているシーンを集めた映像が左上から時計回りに配置されていき、最後は画面中央に当日登場する新婚さんを夫と妻それぞれが単独で写っているシーンで紹介する形式のオープニングになった（こちらは1985年秋頃から1989年まで全編使用）。地方収録時は三枝と片平が収録地の観光スポットを巡る映像を使用）。
アシスタントが岡本に代わった1992年からは、エンディングで流されるようになった。また、岡本が出演していた1994年頃までにオープニングで流れていたネット局の字幕がなくなった。
2002年頃からはテーマソング自体が設けられていなかったが、放送40周年を迎える2010年、テーマソングがシャ乱Q・つんく♂プロデュースの新曲で復活し、それに先立ち2009年12月27日の年末スペシャルのEDで披露された。

## 番組の保存
番組開始当初は、放送送出用としては唯一であった2インチVTR用のテープが非常に高価だったため（当時60分で10万円もした）、ドラマの様な再放送の価値があったり映像資料的に重要な内容でない限り、原則マスターテープは保存されずに消去され、上書きされていたことが多かった。この番組もその対象だったこともあり、番組初期の保存は余り例がない。その中で第1回放送分はその放送用とは別のフォーマットによるモノクロVTRで保存しており、2014年7月27日放送の｢44年目の夏 オヨヨスペシャル｣において、第1回放送で登場した夫婦が再登場した際、当時のVTRが放送された（映像内には一部乱れている部分あり）。

しかし、1980年過ぎからは番組送出が1インチVTRに切り替わったり、1982年11月1日には朝日放送が1インチVTRのライブラリーシステムを完成させたこともあり、2インチVTR期の放送送出用マスターテープの映像もある時期から後に1インチVTR等にダビングして残される様になり、番組の夫婦トークの総集編等にて使われる様になった。

## 関連作品

### 漫画
2015年に放送45周年を記念して、これまでに番組に出演した4000組以上の夫婦のエピソードをもとに漫画化。双葉社の月刊マンガ誌『JOURすてきな主婦たち』6月号より連載が開始。11月には単行本も出版された。
書誌情報（漫画）
- 『コミック版 新婚さんいらっしゃい!』双葉社

1. 2015年11月27日発売、ISBN 9784575309669[34]
2. 2016年4月8日発売、ISBN 9784575311211[35]

### パロディ
- 他局のテレビ番組のコーナーではこの番組のパロディが放送されている。
  - 1970年代から1980年代にかけて『日曜ビッグスペシャル』（東京12チャンネル）で放送された｢桂三枝のアァ結婚大地震｣にて、トークコーナーで三枝（当時）自らがパロディとして、｢旧婚さんいらっしゃい!｣の掛け声とともにゲストを迎えた。
  - ｢同期さんいらっしゃい!｣：『めちゃ×2イケてるッ！』（フジテレビ系列）の企画。こちらは｢新婚さん｣ならぬお笑い芸人のデビューした｢同期さん｣が登場するというもの。司会は岡村隆史扮するオカツラサンシと矢部浩之扮するヤベセバビの2人である。他にも2005年にナインティナインの結成15周年を記念して、｢ナイナイさんいらっしゃい｣というパロディもあり、司会は本家司会者の三枝（当時）が務めた。
  - ｢ウエスポーン!新人さんいらっしゃい!｣：『ラジかるッ』（日本テレビ）で毎週金曜日に放送されていたコーナー（2008年4月 – 2009年3月）で、今注目の新人さん（例：タレントや役者など）が登場するというもの。また、本家同様「イエス・ノー枕」が商品として登場している。進行役はレッド吉田（TIM）と大島麻衣（当時AKB48）の2人。
  - ｢さきの昆虫さんいらっしゃい｣：『おはスタ』（テレビ東京）。おはガールの小川紗季（スマイレージ）が、苦手な昆虫を克服するためのコーナー。本人の芸能界引退により終了（ロゴのパロディ）。
  - ｢偉人さんいらっしゃい!｣：『ピラメキーノ』（テレビ東京）。タイトルのみのパロディ、内容は本家とは全く異なりイタコが口寄せで偉人を降霊させるというもの。
  - ｢スケーターさんいらっしゃい｣：『NHK杯フィギュア エキシビジョン』（NHK）。2020年の大会において、例年エキシビジョン中に行われているトーク企画｢○○の部屋｣（こちらもテレビ朝日系列の『徹子の部屋』のパロディ）が、新型コロナウイルス（COVID-19）の影響で多人数で一度に実施できないため、開催地である大阪府（東和薬品RACTABドーム）に因みこのタイトルで実施された。最初のトークゲストである、アイスダンス銅メダルの村元哉中・髙橋大輔ペアが、文枝の「いらっしゃい」を真似するところから開始された。2021年の大会においても同様に新型コロナの影響によりこのタイトルで行われ、この年も最初のトークゲストがアイスダンス日本最上位だった村元・髙橋ペアであり、同様に2人が文枝の「いらっしゃい」を真似してコーナー開始した。更に2021年は放送時間が11月14日13:05からであったため、本番組が放送されている裏番組としてこのパロディが放送された。
- テレビドラマ『独身3!!』（テレビ朝日）のスタート（2003年10月10日）前の2003年10月5日（日曜日）に放送された事前番組のタイトルが｢独身さんいらっしゃい!｣で、しかもこれの放送時間が午後12:00 - 12:55という、本番組の直前の時間だった。
- テレビアニメ『サザエさん』（フジテレビ）の2013年4月14日放送において、｢新人さんいらっしゃい｣（作品NO.7920）という本番組名を文字ったサブタイトルの作品が放送された（この作品の内容自体は、本番組との関連性は全く無い）。
- テレビアニメ『ハピネスチャージプリキュア!』第7話（2014年3月16日放送）｢友情全開!! 二人の新たなる力!!｣で、敵組織｢幻影帝国｣の幹部ホッシーワ（声：岡村明美）が目を付けた新婚夫婦を利用して、怪物｢サイアーク｣を出撃させた際、ホッシーワは文枝のマネで｢いらっしゃ〜い、サイアーク!｣と叫んだ。

### コラボレーション
- 『徹子の部屋』（テレビ朝日）の2020年2月6日放送では、文枝と山瀬がそろってゲスト出演し、東西長寿番組同士のコラボレーションが実現[36]。同番組司会の黒柳徹子がゲスト役となった特別企画｢徹子さんいらっしゃい!｣を行った。また、過去放送回の名場面では、山瀬が夫の中上雅巳ともに出場者として登場した回も紹介された。
- 2021年8月22日放送では、『新婚さんいらっしゃい!×アタック25コラボSP』と題して『アタック25』総合司会の谷原章介がゲスト出演し、高学歴頭脳派カップル2組が出場した。また、『アタック25』では文枝と山瀬が応援で出演し、本番組と同じ椅子が用意された。解答者に前述の2組と文枝が｢過去に番組に出場した、選りすぐりの高学歴夫婦2組｣が出場した。
- 2024年5月3日、『新婚さんいらっしゃい!〜わた婚5夫婦 特別編』がABEMA・TVerで無料配信された。｢私たち結婚しました5｣にて夫婦生活を送る白間美瑠と永田崇人、堀未央奈と百瀬拓実がスタジオに登場。番組MCの藤井と井上とトークを繰り広げた[37]。

## スタッフ
（2025年2月現在）
- 構成：渡邊仁/青木陽幸
- チーフプロデューサー︰田中和也
- プロデューサー：繁澤亮（以前はディレクター）
- ディレクター：半田祥基、成瀬裕太、尾川英弘、米澤のぞ美
- チーフディレクター︰竹村聖葉（以前はディレクター）
- 音楽：｢新婚さんいらっしゃい! メインテーマ｣（作曲：大野正雄、編曲・演奏：本多俊之）
- ナレーション：東留伽（ABCテレビアナウンサー、2025年5月4日 - ）
- 副音声解説：藤崎健一郎（ABCテレビアナウンサー、2021年10月 - ）
- AD：岡崎正康（一時離脱→復帰）、小林桃果
- 庶務：岡由子、弘中麻由、中西真理子
- TD：久野純
- SW/CAM：杉本昇(昴)平、粟津光乗、岡田真悟[週替り]
- CAM：西良美和、林加奈子、土橋康弘、柳川竜一、ZHUKOVSKA、lELYZAVETA、金原良之、一法師良太、深野高史、加賀谷顕二、中島康行、渡邉直嗣、當麻勇輝、渡辺鉄春、中住鉄兵、吉岡利晃、山田大渡、森下智之、赤井佑、廣谷潤平、東口潤、岡田菜優、小林智幸、橋本健一[週替り]
- 編集：澤田全起、垣見悠斗、浜村典彦、山田祐子、渋谷良人[週替り]
- MA：鷹野智志、望月美里[週替り]
- 照明：細川圭吾、宮ノ原祐俊、中川芽実、滝口円香、田中瑠華、山塚優子、山鬼大輝、中村康彦、高原大裕、宮崎健一、中山佑宇、粂田泰士、斗澤秀、中野照規、鈴木康司、藤井美波、岡千咲、津越彩奈、小中美有[週替り]
- 美術：吉沢みちる、西村太郎
- 番宣：喜多ゆかり、石野魁盛
- 美術協力：つむら工芸、デンコー、ヘブンデュオ、まいど、ビーム、高津商会
- アニメーション制作：勝鬨スタジオ、シュガーレス ファクトリー、P-CUBE
- SNS担当：佐藤澪奈
- 協力：放送事業社・吉本興業（スペシャル版のみ表記）
- 制作協力：関西東通（2010年3月以前は｢大阪東通｣→｢東通｣表記）、i-NEX+（2022年4月3日 - ）
- 制作・著作：ABC TV[注釈 2]
  - 地方収録[注釈 40]の場合は各ネット局が制作・技術協力として参加する。なお、名古屋テレビ（NBN）がかかわる際は｢メ〜テレ｣と表示される。かつては鹿児島放送（KKB）も2012年3月までは2006年12月から現在使用しているロゴでなく1982年開局時の社名ロゴを使用していたが、2012年5月放送分（鹿児島県での公開収録）から現行の社名ロゴを使用している。また、北海道テレビ（HTB）がかかわる際、2006年1月の現行ロゴ変更後も長らく1968年開局時の｢北海道テレビ｣の社名ロゴを表示していたが、2012年9月放送分（北海道・富良野市での公開収録）からは2006年1月から使用している現行のHTBロゴ（略称ロゴ）を使用している。

### 過去のスタッフ
- 構成：尾上たかし（澤田隆治の弟）
- ナレーション：桂紗綾（ABCテレビアナウンサー、2022年4月3日 - ）
- TD（テクニカルディレクター）：犬飼信義、佃秀夫、浅井信夫、西澤敏夫、上月正次、黒川將、関口直樹、浦崎学（浦崎→以前は、SW）
- SW（スイッチャー）：青木岳史、西澤敏夫
- CAM（カメラ）：木戸秀樹
- VE（ビデオエンジニア）：鈴木哲也
- 照明：兼岩克、水原一捕
- 編集：古賀喜和、大西浩二、西本武史
- MA：原田健、武田寛、佐々木一樹
- 美術：野田和央、国嶋芳子、佐々文章、小林沙奈美、山下創平
- 宣伝→番宣：福田正朝、渡邉亜希子、野嵜喜美子
- タイトルアニメ制作：東映アニメーション（スタッフロールでは｢協力｣と表示されている）
- 美術協力：シュプール
- FD（フロアディレクター）：山本真也、細谷尚広、山口博之、中野頼人
- AD（アシスタントディレクター）：山口正紘、山内貴博、赤嶺樹、片山龍之介、林龍之介、北野優
- ディレクター：尾方淳也、吉村誠、山下浩司、大野祐司、中村将太朗、羽田野麻里、小高正裕
- プロデューサー：横山知彦、伊東龍平、秋山利謙、田村雄一、安井一成、竹島和彦、西尾理志、田嶋康次郎（田嶋→以前はディレクター）、三田秀平
- 制作→チーフプロデューサー：馬場淑郎、菊池正和（菊池→以前はプロデューサー・ディレクター）、森本茂樹

## ネット局

### 現在のネット局
| 放送対象地域   | 放送局                       | 系列           | 放送日時           | ネット状況 | 備考                    |
| -------------- | ---------------------------- | -------------- | ------------------ | ---------- | ----------------------- |
| 近畿広域圏     | 朝日放送テレビ（ABC TV）     | テレビ朝日系列 | 日曜 12:55 - 13:25 | 【制作局】 | 【制作局】              |
| 北海道         | 北海道テレビ（HTB）          | テレビ朝日系列 | 日曜 12:55 - 13:25 | 同時ネット | [ 注釈 41 ]             |
| 青森県         | 青森朝日放送（ABA）          | テレビ朝日系列 | 日曜 12:55 - 13:25 | 同時ネット | [ 注釈 42 ]             |
| 岩手県         | 岩手朝日テレビ（IAT）        | テレビ朝日系列 | 日曜 12:55 - 13:25 | 同時ネット | [ 注釈 43 ]             |
| 宮城県         | 東日本放送（khb）            | テレビ朝日系列 | 日曜 12:55 - 13:25 | 同時ネット |                         |
| 秋田県         | 秋田朝日放送（AAB）          | テレビ朝日系列 | 日曜 12:55 - 13:25 | 同時ネット | [ 注釈 44 ]             |
| 山形県         | 山形テレビ（YTS）            | テレビ朝日系列 | 日曜 12:55 - 13:25 | 同時ネット | [ 注釈 45 ]             |
| 福島県         | 福島放送（KFB）              | テレビ朝日系列 | 日曜 12:55 - 13:25 | 同時ネット | [ 注釈 46 ] [ 38 ]      |
| 関東広域圏     | テレビ朝日（EX）             | テレビ朝日系列 | 日曜 12:55 - 13:25 | 同時ネット | [ 注釈 48 ]             |
| 新潟県         | 新潟テレビ21（UX）           | テレビ朝日系列 | 日曜 12:55 - 13:25 | 同時ネット |                         |
| 長野県         | 長野朝日放送（abn）          | テレビ朝日系列 | 日曜 12:55 - 13:25 | 同時ネット | [ 注釈 49 ]             |
| 静岡県         | 静岡朝日テレビ（SATV）       | テレビ朝日系列 | 日曜 12:55 - 13:25 | 同時ネット |                         |
| 石川県         | 北陸朝日放送（HAB）          | テレビ朝日系列 | 日曜 12:55 - 13:25 | 同時ネット |                         |
| 中京広域圏     | 名古屋テレビ（メ〜テレ/NBN） | テレビ朝日系列 | 日曜 12:55 - 13:25 | 同時ネット |                         |
| 広島県         | 広島ホームテレビ（HOME）     | テレビ朝日系列 | 日曜 12:55 - 13:25 | 同時ネット |                         |
| 山口県         | 山口朝日放送（yab）          | テレビ朝日系列 | 日曜 12:55 - 13:25 | 同時ネット | [ 注釈 42 ]             |
| 香川県・岡山県 | 瀬戸内海放送（KSB）          | テレビ朝日系列 | 日曜 12:55 - 13:25 | 同時ネット | [ 注釈 50 ]             |
| 愛媛県         | 愛媛朝日テレビ（eat）        | テレビ朝日系列 | 日曜 12:55 - 13:25 | 同時ネット |                         |
| 福岡県         | 九州朝日放送（KBC）          | テレビ朝日系列 | 日曜 12:55 - 13:25 | 同時ネット |                         |
| 長崎県         | 長崎文化放送（NCC）          | テレビ朝日系列 | 日曜 12:55 - 13:25 | 同時ネット |                         |
| 熊本県         | 熊本朝日放送（KAB）          | テレビ朝日系列 | 日曜 12:55 - 13:25 | 同時ネット |                         |
| 大分県         | 大分朝日放送（OAB）          | テレビ朝日系列 | 日曜 12:55 - 13:25 | 同時ネット | [ 注釈 42 ]             |
| 鹿児島県       | 鹿児島放送（KKB）            | テレビ朝日系列 | 日曜 12:55 - 13:25 | 同時ネット |                         |
| 沖縄県         | 琉球朝日放送（QAB）          | テレビ朝日系列 | 日曜 12:55 - 13:25 | 同時ネット |                         |
| 高知県         | 高知放送（RKC）              | 日本テレビ系列 | 日曜 12:55 - 13:25 | 同時ネット | [ 注釈 51 ] [ 注釈 52 ] |
| 宮崎県         | 宮崎放送（MRT）              | TBS系列        | 日曜 12:55 - 13:25 | 同時ネット | [ 注釈 53 ]             |

- 制作局の朝日放送テレビでは夏の高校野球大阪大会決勝（以前は準決勝も該当）と夏の高校野球全国大会準々決勝・準決勝の当該日と重なる場合、後日に臨時枠移動とする。この際、テレビ朝日をはじめ系列フルネット局23局および通常時同時ネットとしている系列外ネット局2局（高知放送・宮崎放送）では本来の放送時間に先行裏送りネットとする。
- また、夏の高校野球の地方予選の放送の都合から、朝日放送テレビから裏送りで先行放送や当日遅れネットを行ったり、放送日を変更する場合がある[注釈 54]。
- 系列外ネット局2局（高知放送・宮崎放送）では、腸捻転解消に伴いテレビ高知から放映権移行を受けた高知放送では1982年4月に『TVジョッキー』の放送時間が繰り上げられた関係で1982年4月から2011年3月まで、宮崎放送は腸捻転解消に伴い1975年4月から2002年3月までそれぞれ遅れネットで放送していたが、宮崎放送は2002年4月から、高知放送は2011年3月から再度同時ネットで放送している[注釈 52][注釈 53]。高知放送と宮崎放送では、テレビ朝日系列が12:00からのスポーツ中継がANNフルネット24局のみの放送となる場合、当日は別番組を放送する[注釈 55]。高知放送では、『24時間テレビ』や『全日本大学女子駅伝』などの長時間特番と重なった場合は土曜午後に6日遅れで放送する。宮崎放送では、放送時間帯にTBS系列の特別番組が放送される場合は同日に時差放送または土曜に6日遅れで放送する。

### 過去のネット局
系列については放送当時のもの。
| 放送対象地域   | 放送局                | 系列                                         | 備考 |
| -------------- | --------------------- | -------------------------------------------- | --- |
| 関東広域圏     | 東京放送（TBS）       | TBS系列                                      | 現在：TBSテレビ 腸捻転解消でテレビ朝日（NETテレビ、後のANB→現在：EX）へ移行 TBS系列番組としての最後の放送は、ネットワークへの送り出しをTBSが行った。                                          |
| 北海道         | 北海道放送（HBC）     | TBS系列                                      | 1971年1月31日から1975年3月30日まで同時ネットで放送。 腸捻転解消で北海道テレビへ移行。 |
| 青森県         | 青森テレビ（ATV）     | TBS系列                                      | 1973年4月1日 から1977年3月27日まで 1975年3月まではNET系列とのクロスネット局。 腸捻転解消前は日曜16:00から、腸捻転解消後は10:30からの放送。 青森テレビでのネット開始までは青森県では未ネット。 |
| 青森県         | 青森放送（RAB）       | 日本テレビ系列 テレビ朝日系列                | 1977年4月3日から1991年9月30日、青森朝日放送開局まで。 |
| 岩手県         | IBC岩手放送（IBC）    | TBS系列                                      | 1996年3月25日をもって打ち切り、 岩手朝日テレビ開局までの半年間、岩手県では未ネット。 |
| 宮城県         | 東北放送（TBC）       | TBS系列                                      | 1975年9月27日、東日本放送開局まで 東北放送では、腸捻転解消後は土曜15:00から放送。 |
| 秋田県         | 秋田テレビ（AKT）     | フジテレビ系列                               | 1992年5月。 1981年4月から1987年3月まではテレビ朝日系列とのクロスネット局。 クロスネット解消直前 時点では、土曜18:30から放送。1987年4月からは月曜19:00に移行。                                 |
| 山形県         | 山形放送（YBC）       | 日本テレビ系列 テレビ朝日系列                | 1993年3月、山形テレビへのネットチェンジまで 1980年3月までは日本テレビ系列単独加盟局。 |
| 福島県         | 福島テレビ（FTV）     | TBS系列 フジテレビ系列                       | 1971年10月17日 までは 福島テレビでは日曜10:30から放送。 腸捻転解消で福島中央テレビへ移行 1971年9月までは日本テレビ系列                                                                        |
| 福島県         | 福島中央テレビ（FCT） | 日本テレビ系列 テレビ朝日系列                | 1981年9月、福島放送開局まで |
| 新潟県         | 新潟放送（BSN）       | TBS系列                                      | 初回から同時ネットで放送。腸捻転解消で新潟総合テレビへ移行 |
| 新潟県         | 新潟総合テレビ（NST） | フジテレビ系列 テレビ朝日系列                | 現在：NST新潟総合テレビ 1983年9月、新潟テレビ21開局まで 1981年3月までは日本テレビ系列とのトリプルネット局                                                                                     |
| 長野県         | 信越放送（SBC）       | TBS系列                                      | 1980年9月まで |
| 長野県         | テレビ信州（TSB）     | 日本テレビ系列 テレビ朝日系列                | 1980年10月開局から1991年3月、長野朝日放送開局まで。 |
| 山梨県         | テレビ山梨（UTY）     | TBS系列                                      | 2021年9月25日まで。 |
| 静岡県         | 静岡放送（SBS）       | TBS系列                                      | 1979年3月まで。 |
| 富山県         | 富山テレビ（T34→BBT） | フジテレビ系列                               | 1973年3月5日から2024年3月28日まで |
| 石川県         | 北陸放送（MRO）       | TBS系列                                      | 1991年9月、北陸朝日放送開局まで |
| 福井県         | 福井放送（FBC）       | 日本テレビ系列 テレビ朝日系列                | 1973年4月7日 から2022年4月2日まで |
| 中京広域圏     | 中部日本放送（CBC）   | TBS系列                                      | 現在：CBCテレビ 腸捻転解消で名古屋テレビへ移行 |
| 鳥取県・島根県 | 山陰放送（BSS）       | TBS系列                                      | 2022年4月22日まで |
| 岡山県         | 山陽放送（RSK）       | TBS系列                                      | 現在：RSK山陽放送 腸捻転解消で岡山放送へ移行。 |
| 岡山県         | 岡山放送（OHK）       | フジテレビ系列 テレビ朝日系列                | 放送当時の愛称：テレビ岡山 1979年4月改編時の岡山・香川相互乗り入れまで。 |
| 広島県         | 中国放送（RCC）       | TBS系列                                      | 腸捻転解消で広島ホームテレビへ移行 |
| 山口県         | テレビ山口（tys）     | TBS系列 フジテレビ系列 テレビ朝日系列        | 腸捻転解消で山口放送へ移行 |
| 山口県         | 山口放送（KRY）       | 日本テレビ系列 テレビ朝日系列                | 1993年9月、山口朝日放送開局まで 1978年9月までは日本テレビ系列単独加盟局。 |
| 徳島県         | 四国放送（JRT）       | 日本テレビ系列                               | 2023年3月26日まで |
| 愛媛県         | 南海放送（RNB）       | 日本テレビ系列                               | 1995年3月、愛媛朝日テレビ開局まで |
| 高知県         | テレビ高知（KUTV）    | TBS系列                                      | 腸捻転解消で高知放送へ移行。 |
| 福岡県         | RKB毎日放送（RKB）    | TBS系列                                      | 腸捻転解消で九州朝日放送へ移行 |
| 長崎県         | 長崎放送（NBC）       | TBS系列                                      | 1990年3月、長崎文化放送開局まで |
| 熊本県         | 熊本放送（RKK）       | TBS系列                                      | 1989年9月、熊本朝日放送開局まで。 |
| 大分県         | 大分放送（OBS）       | TBS系列                                      | 腸捻転解消でテレビ大分へ移行 |
| 大分県         | テレビ大分（TOS）     | 日本テレビ系列 フジテレビ系列 テレビ朝日系列 | 1975年4月6日から 1993年9月、大分朝日放送開局まで。 |
| 鹿児島県       | 南日本放送（MBC）     | TBS系列                                      | 1982年9月、鹿児島放送開局まで。 |
| 沖縄県         | 琉球放送（RBC）       | TBS系列                                      | 1995年9月、琉球朝日放送開局まで。 |
| 日本全国       | BS朝日                | BSデジタル放送                               | 2015年4月 - 2017年3月18日、土曜 11:30 - 12:00 |

- なお、日本テレビ系列の放送局（およびテレビ信州[注釈 49]とテレビ大分[注釈 42]以外の日本テレビ系列とのクロスネット局）では、日本テレビ系列日曜13時の番組を同時ネットで放送していたため、前後（大方は前）の時間で放送していた。
  - 腸捻転解消に伴いテレビ山口から放映権が移行した山口放送は、1982年3月までは同時ネットで放送していたが、同年4月以降は『TVジョッキー』の放送時間が繰り上げられたため、山口朝日放送開局までは遅れネットで放送した他、1977年4月に腸捻転解消後も放送していた青森テレビから放映権が移行した青森放送は、山口放送と同様に1982年3月までは同時ネットで放送していたが、同年4月以降は『TVジョッキー』の放送時間が繰り上げられたため、青森朝日放送開局までは遅れネットで放送した[注釈 42]。
- また、青森・山口・大分では、該当地域にある民放テレビ局すべてで、当番組の放送実績を持っている（いた）[注釈 71]。
- 関西地区での腸捻転解消までは、TBS系列局の中には『グリコがっちり買いまショウ』（毎日放送）の遅れネットを放送していた関係で、テレビ朝日系列新局開局に伴う放映権移行や放送終了まで一貫して遅れネットで放送していた局があった[注釈 72]。そのため、午前や夕方前後に放送していたTBS系列局（青森テレビ〈16時〉・熊本放送・山陰放送〈共に15時〉など）があった。また、腸捻転解消に伴う放映権移行が行われなかったTBS系列局の中には、TBS系列のゴールデン・プライムタイムにおけるローカルセールス枠にて放送したケースもあり、IBC岩手放送は岩手朝日テレビへの放映権移行直前には火曜20時から、北陸放送は北陸朝日放送への放映権移行直前には火曜19時から[注釈 73]、南日本放送は鹿児島放送への放映権移行直前には土曜23時からそれぞれ放送していた。
  - 腸捻転解消に伴う放映権移行が行われず、かつ途中打ち切りとなったTBS系列局のテレビ山梨と山陰放送は、テレビ山梨は腸捻転解消前は同時ネットで、腸捻転解消後は遅れネットで放送していた他、山陰放送は開始から終了まで一貫して遅れネットで放送していた。

## 海外版
ベトナムでは同番組のフォーマットを使った番組『VO CHONG SON』が、朝日放送からのライセンスを受けた現地テレビ局によって制作・放送されている。
セットは椅子も含めほぼ再現されているが、椅子には前述の椅子コケを誘発させるべく底に黒いイボが貼ってあり、“仕込み”がされていることを知った佐々は「あざとい」「邪道」と切り捨てつつも「苦労したと思う」「見えないところの努力は絶対にしている」と一定の評価を述べている。